# Sherlock Holmes (Fernsehserie, 1984)
Sherlock Holmes (Originaltitel: die jeweiligen Staffeln haben teils verschiedene Titel, siehe dort) ist eine von 1984 bis 1994 vom Sender ITV beauftragte und ausgestrahlte Fernsehserie aus England. Sie bestand aus 6 Staffeln und 5 TV-Filmen. Die Produktionsfirma war Granada Productions (heute: ITV Studios). Mit dieser Serie wurde Jeremy Brett zu einem der bekanntesten Sherlock-Holmes-Darsteller.
Es handelte sich um Literaturverfilmungen der Sherlock-Holmes-Geschichten von Arthur Conan Doyle. David Burke, ab Staffel 3 Edward Hardwicke, spielte Dr. Watson. Gelobt wurde die Serie von Kritikern und Publikum vor allem wegen der Werktreue sowie des Hauptdarstellers Jeremy Brett. Als Produzent agierte anfangs Michael Cox, später June Wyndham Davies. In Deutschland wurden ursprünglich nur 25 Episoden synchronisiert und ausgestrahlt. Seit 2009 gibt es – bis auf vier Episoden – alle Folgen in deutscher Synchronisation auf DVD. 2016 erschien schließlich bei Koch Media eine Edition mit 14 Blu-Rays, die alle Folgen der Serie sowie die Langfilm-Specials auf Deutsch und Englisch enthält.

## Entstehung
Im Jahre 1981 gab es eine Konferenz der Firmen von ITV. Es ging darum, dass der Sender eine weitere historische Klassikerserie wollte, da er mit diesen Serien bereits Erfolge gefeiert hatte. Michael Cox war zugegen, da er für Granada arbeitete, und nannte die Idee einer Sherlock-Holmes-Serie. Die Konferenzteilnehmer waren begeistert und favorisierten die Holmes-Serie, auch wenn absehbar war, dass es eine äußerst teure Serie werden würde. Schnell stellte Cox eine Liste seiner persönlichen Lieblingsstorys zusammen. Ein Mitarbeiter aus dem Studio tat dasselbe. Als man die Listen miteinander verglich, fiel auf, dass sie nahezu identisch waren. Die Auswahl für die Verfilmung war jedoch beschränkt, da die Urheberrechte der Geschichten aus den Bänden Seine Abschiedsvorstellung und Sherlock Holmes’ Buch der Fälle in den USA lagen. Weiter glaubte man, dass ebenso die Rechte an den Figuren Sherlock Holmes und Dr. Watson dort seien, doch dies erwies sich als falsch. Zunächst standen von den 60 Holmes-Geschichten nur 39 zur Auswahl (einschließlich des "Hundes von Baskerville"). Aufgrund dieses Urheberrechtstreits begann die Produktion der einzelnen Folgen (Drehbuch, Dreharbeiten) erst im Jahr 1983.
Da bereits klar war, dass das Budget in die Höhe schießen würde, startete Granada einen Vorverkauf in die USA. Dort gab es auch einen Sender, der Interesse zeigte (so wurde man auch auf die Urheberrechte aufmerksam). Man brauchte also, um in den USA auch Erfolg zu haben, einen Hauptdarsteller, der auch in den Vereinigten Staaten bekannt war. "So einen wie Jeremy Brett", sprach Cox während der Suche. Man fand keinen, der Jeremy Brett glich, also fragte man diesen persönlich. Brett zeigte durchaus Interesse, sagte jedoch nicht sofort zu, da er befürchtete, die Rolle später nicht mehr loszuwerden, wie z. B. Basil Rathbone. Brett nahm an, spielte die Rolle und wurde zu dem Sherlock Holmes.

## Handlung
Bis auf rund drei Ausnahmen halten sich alle Episoden sehr genau an die literarischen Vorlagen Arthur Conan Doyles. Dennoch gibt es einige Faktoren, die man wegließ, oder ersetzen ließ, z. B. die Tatsache, dass sich Watson in die Klientin Mary Morstan verliebt und sie schließlich sogar heiratet. In der Serie ließ man dies weg, da die Produzenten und Autoren es zu schwierig fanden, Holmes und Watson immer wieder zusammenzuführen, wenn der Doktor verheiratet wäre. Ebenfalls hatte man den Fall Die Liga der Rothaarigen verändert, sodass am Ende Professor Moriarty (dargestellt von Eric Porter) der Übeltäter war. Auch Der adlige Junggeselle (in der Serie lautet der Titel „Der begehrte Junggeselle“) wurde verändert, doch nur, damit man ihn auf 100 Minuten strecken konnte und er spannender wurde.

## Produktion
David Burke stieg mit Sein letzter Fall von 1985 aus, da er mehr Zeit mit seiner Familie verbringen sowie ein Theaterangebot annehmen wollte. Er schlug aber selbst Edward Hardwicke als Nachfolger vor, der schließlich auch genommen wurde. Der Austausch des Watson-Darstellers verlief so gut, dass manche Zuschauer in England diesen zunächst gar nicht bemerkten und Hardwicke am Set selbst mit David angesprochen wurde. Hardwicke trat erstmals in Das leere Haus aus dem Jahr 1986 auf.
Der Sturz in den Reichenbachfall in Sein letzter Fall wurde tatsächlich vor Ort in Meiringen mit zwei Stuntleuten gedreht. Brett (Sherlock Holmes) wurde von Marc Boyle gedoubelt und Porter (Moriarty) von Alf Joint. Produzent Cox stand deren Leistungen ehrfürchtig gegenüber. Er sagte, sie seien bewundernswert, da sie für eine Filmaufnahme ihr Leben riskierten. Der Stunt zählt zu den teuersten und aufwändigsten im britischen Fernsehen. Holmes-Darsteller Jeremy Brett kaufte persönlich den Champagner als Huldigung dieses Stunts.

## Episodenübersicht

### 1. Staffel
Die erste und die zweite Staffel liefen im Original unter dem Titel The Adventures of Sherlock Holmes von April 1984 bis September 1985 auf dem britischen Sender itv. Auf Deutsch liefen beide Staffeln unter dem Namen Sherlock Holmes auf den Sendern DFF2 und S3 von September 1987 bis zum Dezember des gleichen Jahres. Bei Koch Media erschienen die erste und zweite Staffel als erste Video-Staffel im März 2012.
| Nr. (ges.) | Nr. (St.) | Deutscher Titel         | Originaltitel        | Erstausstrahlung UK | Deutschsprachige Erstausstrahlung (S3) | Regie        | Drehbuch                             |
| ---------- | --------- | ----------------------- | -------------------- | ------------------- | -------------------------------------- | ------------ | ------------------------------------ |
| 1          | 1         | Ein Skandal in Böhmen   | A Scandal in Bohemia | 24. Apr. 1984       | 28. Okt. 1987                          | Paul Annett  | John Hawkesworth, Alexander Baron    |
| 2          | 2         | Die tanzenden Männchen  | The Dancing Men      | 1. Mai 1984         | 23. Sep. 1987                          | John Bruce   | John Hawkesworth, Anthony Skene      |
| 3          | 3         | Das Marineabkommen      | The Naval Treaty     | 8. Mai 1984         | 21. Okt. 1987                          | Alan Grint   | John Hawkesworth, Jeremy Paul        |
| 4          | 4         | Die einsame Radfahrerin | The Solitary Cyclist | 15. Mai 1984        | 30. Sep. 1987                          | Paul Annett  | John Hawkesworth, Alan Plater        |
| 5          | 5         | Der verkrüppelte Mann   | The Crooked Man      | 22. Mai 1984        | 14. Okt. 1987                          | Alan Grint   | John Hawkesworth, Alfred Shaughnessy |
| 6          | 6         | Das gefleckte Band      | The Speckled Band    | 29. Mai 1984        | 5. Sep. 1987 1                         | John Bruce   | John Hawkesworth, Jeremy Paul        |
| 7          | 7         | Der blaue Karfunkel     | The Blue Carbuncle   | 5. Juni 1984        | 4. Nov. 1987                           | David Carson | John Hawkesworth, Paul Finney        |

### 2. Staffel
| Nr. (ges.) | Nr. (St.) | Deutscher Titel                 | Originaltitel         | Erstausstrahlung UK | Deutschsprachige Erstausstrahlung (S3) | Regie        | Drehbuch                         |
| ---------- | --------- | ------------------------------- | --------------------- | ------------------- | -------------------------------------- | ------------ | -------------------------------- |
| 8          | 1         | Das Haus zu den Blutbuchen      | The Copper Beeches    | 25. Aug. 1985       | 11. Nov. 1987                          | Paul Annett  | John Hawkesworth, Bill Craig     |
| 9          | 2         | Der griechische Dolmetscher     | The Greek Interpreter | 1. Sep. 1985        | 18. Nov. 1987                          | Alan Grint   | John Hawkesworth, Derek Marlowe  |
| 10         | 3         | Der Baumeister aus Norwood      | The Norwood Builder   | 8. Sep. 1985        | 25. Nov. 1987                          | Ken Grieve   | John Hawkesworth, Richard Harris |
| 11         | 4         | Der Dauerpatient                | The Resident Patient  | 15. Sep. 1985       | 2. Dez. 1987                           | David Carson | John Hawkesworth, Derek Marlowe  |
| 12         | 5         | Die Liga der rothaarigen Männer | The Red-Headed League | 22. Sep. 1985       | 9. Dez. 1987                           | John Bruce   | John Hawkesworth                 |
| 13         | 6         | Sein letzter Fall               | The Final Problem     | 29. Sep. 1985       | 16. Dez. 1987                          | Alan Grint   | John Hawkesworth                 |

### 3. Staffel
Die dritte und vierte Staffel liefen im Original unter dem Titel The Return  of Sherlock Holmes von Juli 1986 bis August 1988 auf dem britischen Sender ITV. Auf Deutsch lief die dritte Staffeln unter dem Namen Die Rückkehr des Sherlock Holmes auf den Sendern DFF2 und S3 von Januar bis Februar 1988. Bei Koch Media erschienen die dritte und vierte Staffel als zweite Video-Staffel im Juni 2012.
| Nr. (ges.) | Nr. (St.) | Deutscher Titel                              | Originaltitel                | Erstausstrahlung UK | Deutschsprachige Erstausstrahlung (S3) | Regie         | Drehbuch                      |
| ---------- | --------- | -------------------------------------------- | ---------------------------- | ------------------- | -------------------------------------- | ------------- | ----------------------------- |
| 14         | 1         | Das leere Haus                               | The Empty House              | 9. Juli 1986        | 11. Jan. 1988 1                        | Howard Baker  | John Hawkesworth              |
| 15         | 2         | Abbey Grange                                 | The Abbey Grange             | 16. Juli 1986       | 8. Feb. 1988 1                         | Peter Hammond | John Hawkesworth, T. R. Bowen |
| 16         | 3         | Das Ritual der Familie Musgrave              | The Musgrave Ritual          | 23. Juli 1986       | 1. Feb. 1988 1                         | David Carson  | John Hawkesworth, Jeremy Paul |
| 17         | 4         | Der zweite Fleck                             | The Second Stain             | 30. Juli 1986       | 18. Jan. 1988 1                        | John Bruce    | John Hawkesworth              |
| 18         | 5         | Der Mann mit dem entstellten (schiefen) Mund | The Man with the Twisted Lip | 6. Aug. 1986        | 17. Feb. 1988                          | Patrick Lau   | John Hawkesworth, Alan Plater |
| 19         | 6         | Die Internatsschule                          | The Priory School            | 13. Aug. 1986       | 20. Jan. 1988                          | John Madden   | John Hawkesworth, T. R. Bowen |
| 20         | 7         | Sechsmal Napoleon                            | The Six Napoleons            | 20. Aug. 1986       | 24. Feb. 1988                          | David Carson  | John Hawkesworth, John Kane   |

### 4. Staffel
| Nr. (ges.) | Nr. (St.) | Deutscher Titel            | Originaltitel              | Erstausstrahlung UK | Regie         | Drehbuch                       |
| ---------- | --------- | -------------------------- | -------------------------- | ------------------- | ------------- | ------------------------------ |
| 21         | 1         | Der Teufelsfuß             | The Devil’s Foot           | 6. Apr. 1988        | Ken Hannam    | John Hawkesworth, Gary Hopkins |
| 22         | 2         | Silver Blaze               | Silver Blaze               | 13. Apr. 1988       | Brian Mills   | John Hawkesworth               |
| 23         | 3         | Wisteria Lodge             | Wisteria Lodge             | 20. Apr. 1988       | Peter Hammond | John Hawkesworth, Jeremy Paul  |
| 24         | 4         | Die Bruce-Partington-Pläne | The Bruce-Partington Plans | 27. Apr. 1988       | John Gorrie   | John Hawkesworth               |

### 5. Staffel
Die fünfte Staffel lief im Original unter dem Titel The Case-Book of Sherlock Holmes von Februar bis März 1991 auf dem britischen Sender ITV. Bei Koch Media erschienen die fünfte und sechste Staffel als dritte und vierte Video-Staffel im Juni 2012.
| Nr. (ges.) | Nr. (St.) | Deutscher Titel                          | Originaltitel                            | Erstausstrahlung UK | Regie              | Drehbuch         |
| ---------- | --------- | ---------------------------------------- | ---------------------------------------- | ------------------- | ------------------ | ---------------- |
| 25         | 1         | Das Verschwinden der Lady Frances Carfax | The Disappearance of Lady Frances Carfax | 21. Feb. 1991       | John Madden        | T. R. Bowen      |
| 26         | 2         | Das Problem der Thor-Brücke              | The Problem of Thor Bridge               | 28. Feb. 1991       | Michael A. Simpson | Jeremy Paul      |
| 27         | 3         | Shoscombe Old Place                      | Shoscombe Old Place                      | 7. März 1991        | Patrick Lau        | Gary Hopkins     |
| 28         | 4         | Das Rätsel von Boscombe Valley           | The Boscombe Valley Mystery              | 14. März 1991       | June Howson        | John Hawkesworth |
| 29         | 5         | Der illustre Klient                      | The Illustrious Client                   | 21. März 1991       | Tim Sullivan       | Robin Chapman    |
| 30         | 6         | Der Mann mit dem geduckten Gang          | The Creeping Man                         | 28. März 1991       | Tim Sullivan       | Robin Chapman    |

### 6. Staffel
Die sechste Staffel lief im Original unter dem Titel The Memoirs of Sherlock Holmes von März bis April 1994 auf dem britischen Sender ITV. Bei Koch Media erschienen die fünfte und sechste Staffel als dritte und vierte Video-Staffel im Juni 2012.
| Nr. (ges.) | Nr. (St.) | Deutscher Titel                 | Originaltitel        | Erstausstrahlung UK | Regie          | Drehbuch     |
| ---------- | --------- | ------------------------------- | -------------------- | ------------------- | -------------- | ------------ |
| 31         | 1         | Die drei Giebel                 | The Three Gables     | 7. März 1994        | Peter Hammond  | Jeremy Paul  |
| 32         | 2         | Der Detektiv auf dem Sterbebett | The Dying Detective  | 14. März 1994       | Sarah Hellings | T. R. Bowen  |
| 33         | 3         | Das goldene Pince-Nez           | The Golden Pince-Nez | 21. März 1994       | Peter Hammond  | Gary Hopkins |
| 34         | 4         | Der rote Kreis                  | The Red Circle       | 28. März 1994       | Sarah Hellings | Jeremy Paul  |
| 35         | 5         | Der Mazarin-Stein               | The Mazarin Stone    | 4. Apr. 1994        | Peter Hammond  | Gary Hopkins |
| 36         | 6         | Die Pappschachtel               | The Cardboard Box    | 11. Apr. 1994       | Sarah Hellings | T. R. Bowen  |

### Langfilm-Specials
Einige Sherlock-Holmes-Kurzgeschichten von Arthur Conan Doyle wurden von Granada Productions im Auftrag von itv als Filmversion adaptiert. Insgesamt wurden fünf Filme produziert. Bei Koch Media erschienen die Spielfilme der Serie im April 2015 auf DVD und Blu-ray Disc.
- 1987: Das Zeichen 4 (The Sign of Four)
- 1988: Der Hund von Baskerville (The Hound of the Baskervilles)
- 1992: Der König der Erpresser (The Master Blackmailer)
- 1993: Der letzte Vampir (The Last Vampyre)
- 1993: Der begehrte Junggeselle (The Eligible Bachelor)

## Auszeichnungen
Die Jury des Edgar Allan Poe Award würdigte die Serie mit zwei Auszeichnungen in der Kategorie Best Episode in a TV series. Die erste gewann Jeremy Paul für sein Drehbuch zur Episode The Musgrave Ritual im Jahr 1988. Die zweite Gary Hopkins für The Devil’s Foot im Folgejahr.
Eine dritte Nominierung in dieser Kategorie ging an T. R. Bowen für die Episode "The Eligible Bachelor" (im Deutschen: "Der begehrte Junggeselle") im Jahr 1996.

## Ausstrahlungen in Deutschland
Als erster deutscher Sender strahlte das Fernsehen der DDR die Serie ab September 1987 in seinem 2. Programm aus. Dazu wurden die 1. und 2. Staffel in einer gemeinsamen Serie mit dem Titel Die Abenteuer von Sherlock Holmes mit einer Folge pro Woche gezeigt. Auf dem gleichen Sendeplatz lief im Anschluss daran ab Januar 1988 die 3. Staffel unter dem Titel Die Wiederkehr des Sherlock Holmes.
Das DDR-Fernsehen hatte dazu die 1., 2. und 3. Staffel auch selbst synchronisiert. Die Rolle von Sherlock Holmes wurde u. a. von Arno Wyzniewski, die von Dr. Watson von Werner Ehrlicher gesprochen. Szenen, in denen der Rauschgiftkonsum von Sherlock Holmes direkt dargestellt wurde, wurden dabei herausgeschnitten bzw. gekürzt und nicht mit synchronisiert. In der Synchron-Fassung des DDR-Fernsehens liefen diese drei Staffeln später auch in einigen Dritten Programmen der ARD. Auch das DDR-Fernsehen wiederholte die 1. und 2. Staffel ab 1988 und 1990 in seinem 1. bzw. 2. Programm.
Die 5. Staffel und die letzten drei Spielfilme wurden unter dem Serientitel Sherlock Holmes ab April 1993 zum ersten Mal in Deutschland ausgestrahlt. Die übrigen Folgen und Filme liefen noch nicht im deutschen Fernsehen, wurden aber für eine DVD-Veröffentlichung von Koch Media synchronisiert.

### Synchronisation
| Folgenbereich            | Sherlock Holmes       | Dr. Watson            | Mrs. Hudson           | Inspektor Lestrade    | Mycroft Holmes        |
| Serie                    | Serie                 | Serie                 | Serie                 | Serie                 | Serie                 |
| ------------------------ | --------------------- | --------------------- | --------------------- | --------------------- | --------------------- |
| Staffel 1                | Franz Viehmann        | Werner Ehrlicher      | Gertraud Klawitter    | kein Auftritt         | kein Auftritt         |
| Staffel 2                | Arno Wyzniewski       | Werner Ehrlicher      | Gisela Morgen         | Klaus Mertens         | Achim Petry           |
| Staffel 3, Folgen 1–4    | Peter Hladik          | Werner Ehrlicher      | Christel Peters       | Klaus Mertens         | kein Auftritt         |
| Staffel 3, Folgen 5–7    | Arno Wyzniewski       | Werner Ehrlicher      | Christel Peters       | Klaus Mertens         | kein Auftritt         |
| Staffel 4                | keine Synchronisation | keine Synchronisation | keine Synchronisation | keine Synchronisation | keine Synchronisation |
| Staffel 5                | Holger Mahlich        | Bernd Stephan         | Sabine Hahn           | Stephan Schwartz      | kein Auftritt         |
| Staffel 6                | Holger Mahlich        | Bernd Stephan         | Sabine Hahn           | kein Auftritt         | Klaus Dittmann        |
| Filme                    |                       |                       |                       |                       |                       |
| Das Zeichen 4            | Michael Narloch       | Werner Ehrlicher      | Christel Peters       | kein Auftritt         | kein Auftritt         |
| Der Hund von Baskerville | Peter Hladik          | Gerhard Paul          | kein Auftritt         | kein Auftritt         | kein Auftritt         |
| Der König der Erpresser  | Günter König          | Franz Rudnick         | Gerda Gmelin          | Manfred Reddemann     | kein Auftritt         |
| Der letzte Vampir        | Günter König          | Franz Rudnick         | kein Auftritt         | kein Auftritt         | kein Auftritt         |
| Der begehrte Junggeselle | Günter König          | Franz Rudnick         | Gerda Gmelin          | kein Auftritt         | kein Auftritt         |

## Trivia
- Die Darsteller Brett und Porter, die in der Serie die beiden Widersacher Holmes und Moriarty spielen, starben beide 1995.
- Wie zuvor auch Basil Rathbone wurde Brett nach der Rolle des Holmes nur noch mit dieser in Verbindung gebracht. Er gilt heute allgemein noch vor jenem als der beste Darsteller in der Sherlock-Holmes-Rolle.
- Alexander Baron (Autor vieler Episoden) hatte zuvor auch alle Episoden der Miniserie The Hound of the Baskervilles geschrieben.

## DVD
In England wurden alle Episoden auf DVD veröffentlicht (in Staffelboxen und einer kompletten Serien-Box). In Deutschland wurden die Staffeln 1 und 2 als eine (erste) Staffel bei Koch Media auf DVD und Blu-ray Disc veröffentlicht, die Staffeln 3 und 4 (Staffel 4 nur in OmU) als eine (zweite) Staffel in einer Box (nur auf DVD), sowie Staffeln 5 und 6 als dritte und vierte Staffel in einer Box (nur auf DVD). Die fünf Spielfilme sind bei Koch Media als DVD und Blu-ray Disc in einer Box erhältlich.